# Escada
Escada es una empresa internacional de lujo de moda femenina. La empresa está presente en 60 países. Sus principales mercados de ventas son Norteamérica, Europa del Este y del Oeste, así como Asia.

## Historia
Escada fue fundada por Margaretha y Wolfgang Ley en 1978 en Múnich. La compañía se destacó por sus originales creaciones en las que resaltaban los colores y motivos, así como elaborados diseños. La compañía se expandió de forma continua.
En el proces de expansión la empresa se abrió al capital público en 1986. En 1994 la empresa lanzó el sello Escada Sport, con accesorios propios como bolsos y zapatos, colaborando con empresas como Procter & Gamble a las que cedió la marca para su comercialización. 
En 2007 el artista Stefan Szczesny creó una nueva colección de Escada en Saint-Tropez.
Desde julio de 2008, Dr. Bruno Sälzer dirige la empresa. 
El 11 de agosto de 2009, Escada se declara en bancarrota, cuando una oferta de canje de los bonos por pagar en valor de 200 millones de euros no fue aceptada por el 80% de los deudores. La empresa fue entonces adquirida en noviembre de 2009 por Megha Mittal, esposa del Aditya Mittal, hijo de Lakshmi Mittal.
Desde 2016 hasta 2019, Iris Epple-Righi se desempeñó como directora ejecutiva de Escada. Durante su tiempo en el cargo, Niall Sloan se unió a la empresa como directora de diseño global en 2017.

## Divisiones
Escada cuenta con varias divisiones: Moda (Escada Collection y Escada Sport), Accesorios (bolsos, zapatos y accesorios de cuero) así como licencias para la comercialización de productos con su marca (perfumes, gafas y moda infantil).

## Controversia sobre pieles
El 18 de octubre de 2007 el grupo "Global Network Against the Fur Industry" compuesta de organizaciones tales como "Coalition to Abolish the Fur Trade" o "Offensive gegen die Pelzindustrie", lanzaron una campaña en contra de Escada, con un día de acción con la intención de motivar que Escada dejara de vender pieles. Según la página de internet de la protesta se llevaron a cabo 40 actividades en contra de Escada en 14 países. El 6 de octubre de 2007 la sede central de Escada fue vandalizada por la organización Animal Liberation Front. La campaña sigue activa con piquetes de forma regular frente a algunas de sus instalaciones.